# Klangreihe
Als Klangreihe wird im Rahmen der Klangreihenmusik eine Akkordfolge bezeichnet, die hinsichtlich der Harmonik und der Stimmführungen die Basis von musikalischer Komposition bildet. Klangreihen bilden als ein Arbeitswerkzeug für Komponisten das musiktheoretische Kernstück der Klangreihenmusik, der sie auch den Namen gaben.

## Definition
Eine Klangreihe ist eine Abfolge von Akkorden, die die vertikalen (Harmonik) und horizontalen (Stimmführungen, Akkordfortschreitungen) Intervallverhältnisse regelt und als Grundlage einer musikalischen Komposition dient. Meist wird eine Klangreihe vor dem eigentlichen Kompositionsakt oder auch zeitgleich mit diesem erstellt. Die Grundlage für eine Klangreihe bildet meist eine Zwölftonreihe, manchmal aber auch eine Klangfolge im Sinne der Tropenlehre oder der Komplementären Harmonik.
Die kompositorische Arbeit mit Klangreihen basiert auf dem Gedanken einer grundsätzlichen harmonischen und stimmführungstechnischen Ordnung in Musik außerhalb der Tonalität. Damit positioniert sie sich klar außerhalb der musikalischen Avantgarde. Zusätzlich zur Wahrung von Fortschreitungslogik und einer harmonischen Ordnung bieten Klangreihen die besondere Möglichkeit, dass sich, ähnlich wie im Generalbass, u. a. bestimmte Akkordfolgen, Cantus firmi oder Symmetrien in das Akkordband und folglich auch in die daraus entstehende Komposition „einbauen“ lassen.
Die Freiheiten im Bau und im kompositorischen Gebrauch von Klangreihen erfordert nicht die notwendige Verwendung von Zwölftonreihen auf bestimmte Art und Weise (z. B. als Thema). Ferner regelt der Begriff „Klangreihe“ ausdrücklich nicht, auf welche Weise eine Klangreihe als Basis für die Komposition genau verwendet wird, z. B. ob nur eine Klangreihe für wenige Takte eines Musikstücks gilt und sich dann z. B. wiederholt oder durch eine andere Klangreihe ersetzt wird. Außerdem ist sie stilistisch ungebunden, woraus folgt, dass Klangreihen in unterschiedlichen musikalischen Stilen, unter minimalen Veränderungen sogar auch in tonaler Musik verwendet werden können.

## Historische Entwicklung
Die der Klangreihe zugrundeliegende Idee, auf vorgegebene Harmoniefolgen zurückzugreifen und auf deren Basis dann Musik zu machen, sei es in Form von Improvisation oder von Komposition, geht bis in die frühen Ostinatoformen der Renaissance zurück und bringt z. B. mit der Chaconne oder der Passacaglia schon im 16. Jahrhundert prominente Formen hervor. Besonders im mittleren und späten Generalbasszeitalter weisen Kompositionstechniken in fortgeschrittenen kontrapunktischen Formen wie Kanon, Fuge oder Choralbearbeitung zahlreiche Parallelen zur Komposition mit Klangreihen auf.
Klangreihen im eigentlichen Sinn sind jedoch eine Erfindung des 20. Jahrhunderts und gehen auf eine Entwicklung des Zwölftonkomponisten Josef Matthias Hauer zurück, der im Jahr 1926 die Arbeit mit Klangreihen (er selbst verwendete den Begriff „harmonisches Band“) erstmals systematisierte, nachdem er schon mehrere Jahre lang mit dem Prinzip des „Nachklangs“ gearbeitet hatte. Hierbei wird die Ausfaltung von Mehrstimmigkeit in einer Komposition durch das Liegenlassen und Wiederholen von bereits zuvor erklungenen Tönen (auch in anderen Stimmen und Oktavlagen) als Harmonietöne erreicht. Schrittweise Stimmführungen entstehen sodann durch das Fortschreiten zwischen benachbarten Tönen, deren gemeinsames Nachklingen eine scharfe Dissonanz ergeben würde.
Besonders im Spätwerk Hauers, dem Zwölftonspiel, kommt die schematische Harmonisierungsmethode nach dem Stimmschichtenmodell [3-3-3-3] zur Anwendung.
Hauers Schüler bedienten sich dieser Nachklangtechnik (darunter Hermann Heiss, Heinrich Simbriger und Victor Sokolowski) und gebrauchten eigene Begriffe für das „harmonische Band“ wie z. B. „Klangband“, „(Klang-)Kontinuum“ oder „(Zwölfton-)Zyklus“. Besonders aber wurde die Nachklangtechnik von Othmar Steinbauer, der 1930 für einige Monate Schüler Hauers war, übernommen, stark ausgebaut und systematisiert. Von ihm stammt auch der Terminus „Klangreihe“. Die zu einer eigenen zwölftönigen Tonsatzlehre erweiterten Methoden und neu entwickelten Kompositionstechniken unter der Anwendung von Klangreihen wurden gegen Ende der 1950er Jahre unter dem Überbegriff „Klangreihenlehre“ zusammengefasst.

## Typen

Beispiel 1: Nachklangtechnik nach Hauer

Im Bereich der Klangreihenmusik wird eine Anzahl verschiedener Harmonisierungsformen unterschieden.

Beispiel 2: frei gehandhabte Nachklangtechnik nach Hauer

- Freie Harmonisierung: Beispiel 2: frei gehandhabte Nachklangtechnik nach Hauer[4] Diese entspricht der originären Nachklangtechnik Hauers, wie er sie schon zwischen 1920 und 1926 in seinen Werken verwendet hat. In Beispiel 1 wird dieses Verfahren anhand der dreistimmigen Harmonisierung einer Zwölftonreihe gezeigt. Entgegen dem in diesem Beispiel gezeigten schematischen Wechsel von immer nur einen Ton je Akkord können auch mehrere neue Reihentöne zeitgleich hinzutreten (vgl. Beispiel 2). Während die freie Klangreihenbehandlung von Hauer nach 1926 immer seltener und ab 1940 überhaupt nicht mehr verwendet wurde, maß Steinbauer ihr aufgrund des Primats der „bewussten freien musikalischen Gestaltung“[5] gegenüber der sturen Befolgung schematischer Regeln Bedeutung zu.
- Schematische Harmonisierung nach festgelegten Stimmschichten: In der strengen und am weitesten verbreiteten vierstimmigen Form werden die zwölf Töne einer Reihe so auf vier Stimmen verteilt, dass in jeder Stimme jeweils drei chromatisch benachbarte Töne der Reihe aufscheinen.[6] Aufgrund der Verteilung von drei Tönen auf je vier chromatische „Stimmschichten“ wird dieses Harmonisierungsmodell mit der Zahlenfolge [3-3-3-3] gekennzeichnet (siehe Beispiel 3). Steinbauer schlägt in seinem Lehrbuch allerdings noch eine große Zahl anderer Harmonisierungsmethoden nach Stimmschichten vor, etwa [4-3-2-3], [4-5-3] oder [3-2-2-3-2].[7]

Beispiel für eine strenge Klangreihe nach dem Harmonisierungsschema [3-3-3-3].

- Harmonisierung nach Tropen: Beispiel für eine strenge Klangreihe nach dem Harmonisierungsschema [3-3-3-3]. Hier werden spezifische Tropeneigenschaften gezielt in die Klangreihe eingebaut, z. B. eine Spiegelsymmetrie im Akkordfeld (vgl. Beispiel 3: die Akkorde der zweiten Klangreihenhälfte sind die Umkehrung der Akkorde der ersten Hälfte). Es können jedoch auch Klangreihen aus einzelnen Tropen unabhängig von einer Zwölftonreihe ausgefaltet werden. In diesem Fall bilden die Klänge selbst das Ausgangsmaterial.
- Verwendung von Klanggruppen: Hier werden komplementäre Akkordgruppen herangezogen, deren Tonmaterial in der Summe alle zwölf Töne enthält. Mit derartigen „Klanggruppen“ kann sowohl eine Zwölftonreihe harmonisiert werden als auch Klangreihen frei gebildet werden.
- Parallele Klangreihen: Bei diesem vom Johann Sengstschmid entwickelten Verfahren[8] wird über jedem Ton der harmonisierten Zwölftonreihe dieselbe Akkordstruktur aufgebaut.
- Zwölftonkadenz-Klangreihen: Hier werden zur gezielten Schwerpunktbildung spezielle Kadenzen in eine Zwölftonreihe eingesetzt. Die Dominantbildung geschieht auf der Grundlage von Ganztonakkorden.[9] Dieses Verfahren geht auf Helmut Neumann zurück.

Von diesen Methoden existieren, insbesondere in Bezug auf die vier letztgenannten Verfahren, noch Varianten und Mischformen, deren eingehende Beschreibung der hier gebotene Rahmen verbietet.